# Hossain Mohammad Ershad
El teniente general Hussain Muhammad Ershad (en bengalí: হুসেইন মুহাম্মদ এরশাদ Hussein Muhammad Ershad, Koch Bihar, 1 de febrero de 1930-Daca, 14 de julio de 2019) fue un político de Bangladés, jefe del Estado Mayor del Ejército de Bangladés 1978-1986 y luego también presidente en el periodo 1983-1990.

## Carrera política
Su ascenso a la presidencia fue en forma similar al ascenso de su predecesor, el general Ziaur Rahman; H. M. Ershad siendo elegido presidente de Bangladés en 1986-1990. Es un laureado de la Organización de las Naciones Unidas, y ganó su escaño tres veces incluso después de haber sido derrocado de la presidencia. Aunque comúnmente se lo denomina dictador militar autocrático, su popularidad se mantuvo; incluso cuando estaba en prisión en espera de su juicio, Ershad ganó las elecciones parlamentarias de 5 circunscripciones diferentes dos veces - en las elecciones de 1991 y 1996. En el 2008, formó una "Gran Alianza" contra el Partido Nacionalista de Bangladés y se convirtió en el primer político de Bangladés en disculparse públicamente por todas sus malas acciones del pasado y pedir perdón. La Gran Alianza (Mohajote) ganó las elecciones en diciembre y H. M. Ershad se convirtió en un miembro del Parlamento una vez más. 
A pesar de todos los dilemas éticos, el proceso de islamizacion que llevó a cabo y la corrupción que lo rodea, Hussain Muhammad Ershad se las arregló para dejar un legado de desarrollo en la infraestructura, crecimiento socioeconómico y estabilidad de las Fuerzas Armadas de Bangladés. Fue sustituido por su mujer Rowshan Ershad como candidata en las Elecciones de 2014, falleciendo cinco años después. 

## Arresto, cargos y condena

### Arresto
El domingo 1 de marzo de 1998, el Tribunal Supremo de Bangladés declaró que el arresto original del presidente Hussain Muhammad Ershad en 1990 por el Gobierno provisional dirigido por el juez Shahabuddin Ahmed era ilegal. Esta declaración por el tribunal máximo del país le permitiría entablar una demanda por detención ilegal. Shahabuddin Ahmed era presidente elegido en el momento y ninguna noticia de él fue encontrada después. Sin embargo, Ershad fue declarado culpable de otro cargo once años después de su detención original.